# Mieczysław Wroński (chemik)
Mieczysław Wroński (ur. 21 czerwca 1926 w Łodzi, zm. 15 kwietnia 1997 tamże) – polski chemik, naukowiec, profesor Uniwersytetu Łódzkiego (UŁ).

## Nauka, studia
W Łodzi w latach 1933–1939 uczęszczał do szkoły podstawowej, dalszą naukę przerwał wybuch II wojny światowej, zajęcie Łodzi przez Niemców i zamknięcie przez nich 12 grudnia 1939 polskich szkół w Łodzi.
Po wojnie w 1945 w trybie eksternistycznym uzyskał świadectwo dojrzałości w I Państwowym Liceum i Gimnazjum im. Mikołaja Kopernika w Łodzi. W latach 1945–1949 studiował na Wydziale Chemicznym Politechniki Łódzkiej (PŁ) i w 1949 ukończył studia z tytułem magistra inżyniera chemika. 

## Praca
W czasie okupacji pracował początkowo w firmie budowlanej, a następnie w laboratorium chemicznym Fabryki Włókien Chemicznych „Zellgarn” (późniejsza „Anilana”).
W latach 1949–1952 pracował w Instytucie Włókiennictwa w Łodzi jako kierownik zespołu badawczego. Jednocześnie był zatrudniony w UŁ i jako asystent profesora Józefa Chrząszczewskiego pomagał zorganizować Pracownię Wody i Ścieków przy Katedrze Chemii Organicznej UŁ, przekształconą w 1951 w Zakład Technologii Chemicznej. Całą swoją pracę naukowo–dydaktyczną związał z UŁ poczynając od starszego asystenta i adiunkta. W 1956 Rada Wydziału Matematyki, Fizyki i Chemii UŁ nadała mu stopień naukowy kandydata nauk chemicznych, w 1958 otrzymał tytuł naukowy docenta. W 1968 został profesorem nadzwyczajnym, w 1990 profesorem zwyczajnym. Przez 35 lat (1961–1996) kierował Katedrą (Zakładem) Technologii Chemicznej i Ochrony Środowiska.
Wchodził w skład różnych komisji rektorskich i dziekańskich.

## Dorobek naukowy
W dorobku naukowym ma 2 patenty, 11 polskich norm, 4 artykuły przeglądowe w czasopismach i monografiach, ponad 150 artykułów w krajowych i zagranicznych czasopismach naukowych. 
Obszary badawcze w których działał to głównie zagadnienia dotyczące związków siarki, kinetyki chemicznej, chemii analitycznej dla potrzeb ochrony środowiska, chromatografii, elektroforezy, izotachoforezy. 
Uznawany jest za twórcę szkoły chemii siarki i metod oznaczania związków nieorganicznych i organicznych siarki. Jednym z najważniejszych jego osiągnięć naukowych było wprowadzenie w 1958 nowych odczynników chemicznych dla działu analizy, który nazwał tiomerkurometria, z których najważniejsze to: dwutiofluoresceina, rtęciowana fluoresceina i kwas o-hydroksyrtęciobenzoesowy. 
Współpracował z różnymi krajowymi firmami i instytucjami przemysłowymi, głównie z Ośrodkiem Badawczo-Rozwojowym Przemysłu Siarkowego w Machowie, Instytutem Gazownictwa, Instytutem Ochrony Środowiska, Zakładami Chemitex-Wistom, Instytutem Włókien Chemicznych w Łodzi.
Współpracował z zagranicznymi instytucjami naukowymi i badawczymi. Jako ekspert w International Organization for Standardization opiniował projekty nowych norm w zakresie ochrony środowiska. Współpracował z Niemieckim Towarzystwem Chemicznym we Freiburgu. Ponadto w latach 1976–1978 był kierownikiem Katedry Inżynierii Chemicznej i Petrochemii w Uniwersytecie Port Harcourt w Nigerii.
Był promotorem ponad 120 prac magisterskich i 10 doktorskich.

## Najważniejsze publikacje
- Zastosowanie związków rtęcioorganicznych w analizie chemicznej (1958),
- Kinetyka reakcji siarczkowania jednowodorotlenowych alkoholi (1959),
- Anwendung von mercuriertem Phenolphthalein und Fluorescein in der chemischen Analyse (1960),
- Mercurimethc determination of thiocyanates and isothiocyanates (1966),
- Determination of organic sulphides by enthalpi metry using chromy l chloride (1986),
- The influence of cellulose content in cellulose gel on electrophoretic mobility (1989),
- Wydawnictwo Academic Press zleciło mu opracowanie wielostronicowego hasła T/7/O/S, do Encyclopedia of Analytical Science (1995).

## Działalność w towarzystwach naukowych
- Od 1954 działał w Polskim Towarzystwie Chemicznym (PTCh). W latach 1970–1972 pełnił funkcję przewodniczącego Oddziału Łódzkiego PTCh, a następnie kierował przez cztery lata Sekcją Siarki przy Zarządzie Głównym PTCh.
- Od 1961 był członkiem Łódzkiego Towarzystwa Naukowego (ŁTN).

## Odznaczenia
- Złoty Krzyż Zasługi
- Krzyż Kawalerski Orderu Odrodzenia Polski
- Medal Komisji Edukacji Narodowej
- Honorowa Odznaka Miasta Łodzi
- Medalem „Uniwersytet Łódzki w służbie społeczeństwa i nauki”
- nagrody ministra nauki i rektora UŁ

Zmarł w Łodzi i został pochowany na cmentarzu komunalnym na Dołach w Łodzi.